# Море Ясності
Море Ясності (лат. Mare Serenitatis) — море на видимому боці Місяця. Одне з найбільших місячних морів: середній діаметр — 630 км, площа — 300-350 тисяч км2. Має круглу форму з виступом на північному заході.
Море Ясності лежить у погано збереженому басейні, але належить до найвиразніших круглих морів, відносно глибоке й має значний маскон. Примітне контрастними лавовими покривами[⇨], молодим яскравим кратером Лінней[⇨], великим звивистим ланцюжком гряд[⇨], одним із найбільших місячних куполів[⇨] та іншими деталями поверхні.

## Назва
Сучасну назву цього моря, як і решти великих місячних морів, запропонував Джованні Річчолі 1651 року. Подібно до назв більшості інших морів східної половини видимого боку Місяця, вона нагадує про позитивне поняття — ясну погоду. Ймовірно, це пов'язано з тодішніми уявленнями про залежність погоди від фаз Місяця. 1935 року цю назву разом із багатьма іншими традиційними місячними найменуваннями затвердив Міжнародний астрономічний союз.
В давнину це море мало й інші назви. Разом з морями Спокою, Нектару та Достатку воно утворює фігуру, схожу на чоловічка, і служить йому головою. Це відмітили, зокрема, Альберт Великий, Томас Герріот, Вільям Шекспір та П'єр Гассенді. Останній називав цю фігуру Homuncio («чоловічок») чи Thersite (Терсіт). Близько 1600 року Вільям Гілберт, який спостерігав Місяць неозброєним оком і бачив Море Ясності та Море Спокою як одне ціле, об'єднав їх під назвою Regio Magna Occidentalis — «Велика Західна область». 1645 року Міхаель ван Лангрен назвав Море Ясності Mare Eugenianum на честь правительки Іспанських Нідерландів Ізабелли Клари Євгенії, за підтримки якої працював. 1647 року Ян Гевелій, який переносив на Місяць земні топоніми, назвав Море Ясності разом із Морем Спокою Чорним морем (Pontus Euxinus).

## Розташування та суміжні об'єкти
На північному заході Море Ясності межує з Кавказом та Апеннінами, а крізь 70-кілометровий проміжок між ними сполучається з Морем Дощів. На північному сході протока шириною 120 км з'єднує Море Ясності з Озером Сновидінь, а на південному сході протока шириною 190 км — з Морем Спокою. Цю протоку обмежують мис Архерузія на заході та гора Аргей на сході. Зі східного боку море межує з материковою областю, відомою як Таврські гори, а з південно-західного обмежене Гемськими горами, за якими лежать кілька озер (Щастя, Ненависті, Смутку, Радості, Ніжності, Зими) та Море Парів.

## Басейн
Басейн Моря Ясності доволі сильно зруйнований. Його значно пошкодив удар, що створив сусідній басейн Моря Дощів. Це добре видно в Гемських горах, які перетяті численними дрібними хребтами й долинами, створеними викидами від цього удару.
Найкраще виражене кільце басейну Моря Ясності включає Гемські гори й має діаметр близько 660 км. Всередині нього лежить кільце гряд («зморшок» лавового покриву, під якими, за радіолокаційними даними, лежать підвищення дна) із найбільшим діаметром близько 420 км. Надійних ознак існування інших кілець у цього басейну нема (результати дослідження альтиметричних даних зонда LRO 2015 року), але можлива наявність дуже сильно зруйнованого кільця діаметром близько 920 км. У низці попередніх робіт припускали існування й інших кілець діаметром до 1880 км. Яке з них відповідає головному кільцю, а яке — внутрішньому гірському кільцю добре збережених басейнів, точно не відомо. 660-кілометрове кільце, судячи з діаметру області підвищених значень аномалії Буге (556 ± 64 км), є внутрішнім. Воно може бути залишком краю перехідної порожнини. 920-кілометрове кільце часто інтерпретували як головне.
Під північно-західним виступом моря, ймовірно, є рештки окремого невеликого басейну. Його центр лежить на 35°42′ пн. ш. 16°48′ сх. д. / 35.7° пн. ш. 16.8° сх. д., а діаметр його кілець (нині зруйнованих) оцінюють у 210 та 420 км.
У місці, протилежному Морю Ясності (навколо точки 27°18′ пд. ш. 161°36′ зх. д. / 27.3° пд. ш. 161.6° зх. д.), є область із посиленим магнітним полем, притаманні таким областям своєрідні яскраві плями (місячні вири) і, можливо, рештки характерного борозенчастого рельєфу. Такі особливості є й у місць, протилежних деяким іншим великим молодим басейнам, насамперед басейну Моря Дощів; це пояснюють сходженням там сейсмічних хвиль або випаданням викидів від ударів, що створили ці басейни.

## Загальний опис
Незважаючи на погану збереженість свого басейну, Море Ясності є виразним круглим морем із чіткими межами. Формою воно нагадує краплину: його максимальний діаметр суттєво більший за середній (630 км) і сягає 700 км. Його площа становить за одними даними 350 000 км2 (у такому разі це четверте за площею місячне море), а за іншими — близько 300 000 км2 (шосте місце). Координати центру моря — 27°18′ пн. ш. 18°24′ сх. д. / 27.3° пн. ш. 18.4° сх. д..
Поверхня Моря Ясності лежить на 2,4—3,0 км нижче за місячний рівень відліку висот. Таким чином, воно знаходиться приблизно на одному рівні з сусіднім Морем Дощів і на 0,5—1 км нижче за інші сусідні морські ділянки — Море Парів, Море Спокою та Озеро Сновидінь.
Глибина моря доволі велика. Визначити її за вимірюваннями напівзатоплених кратерів через їх малу кількість проблематично. Виходячи з теоретичної глибини басейну моря, порахованої за його діаметром, найбільшу товщину його заповнення оцінюють у 4,3 або 4,5 км (ймовірно, друге місце після Моря Дощів). У південній частині Моря Ясності (від кратера Сульпіцій Галл до гори Аргей) «Аполлон-17» виконав радарне зондування, за даними якого шар лави там сягає товщини 2,5 км. Він є подвійним (межа поділу проходить на глибині близько 1 км), що свідчить про заповнення моря лавою принаймні в два етапи. Під великими грядами лежать підвищення дна моря — по всій видимості, хребти, що складають внутрішнє кільце його басейну. Радіолокація моря з Землі виявила окремі лавові потоки та покриви, що не виявляються при оптичних спостереженнях.
Як і інші великі круглі моря, Море Ясності має маскон. Його маса становить 1,4·1015 т, або 1,9·10−5 маси Місяця (другий за масою маскон супутника).
Деталі рельєфу Моря Ясності найкраще видно на четвертий — шостий день після нового або повного Місяця, коли море перетинає термінатор, а деталі альбедо — під час повні.

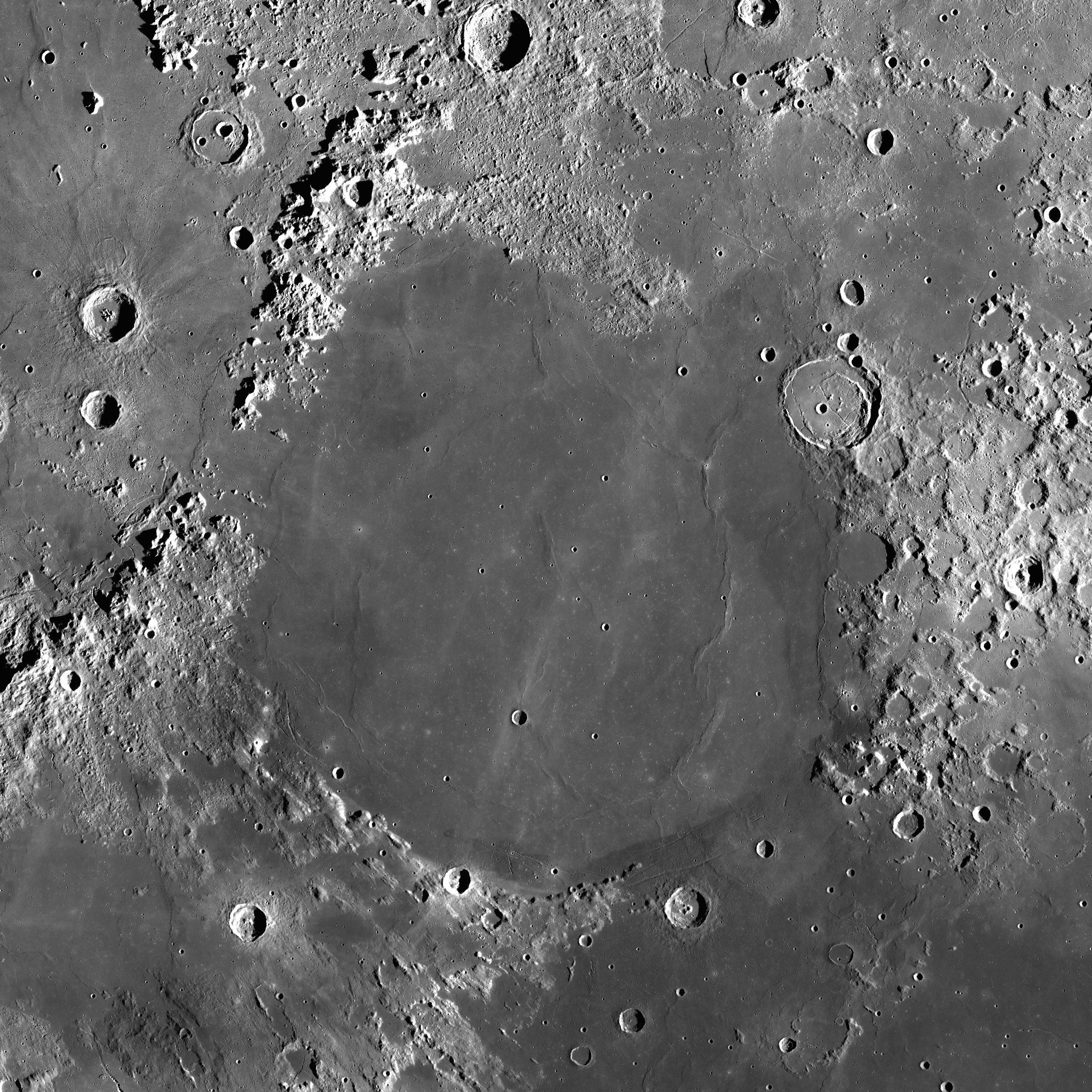
Мозаїка знімків зонда LRO (ширина зображення — 1100 км)
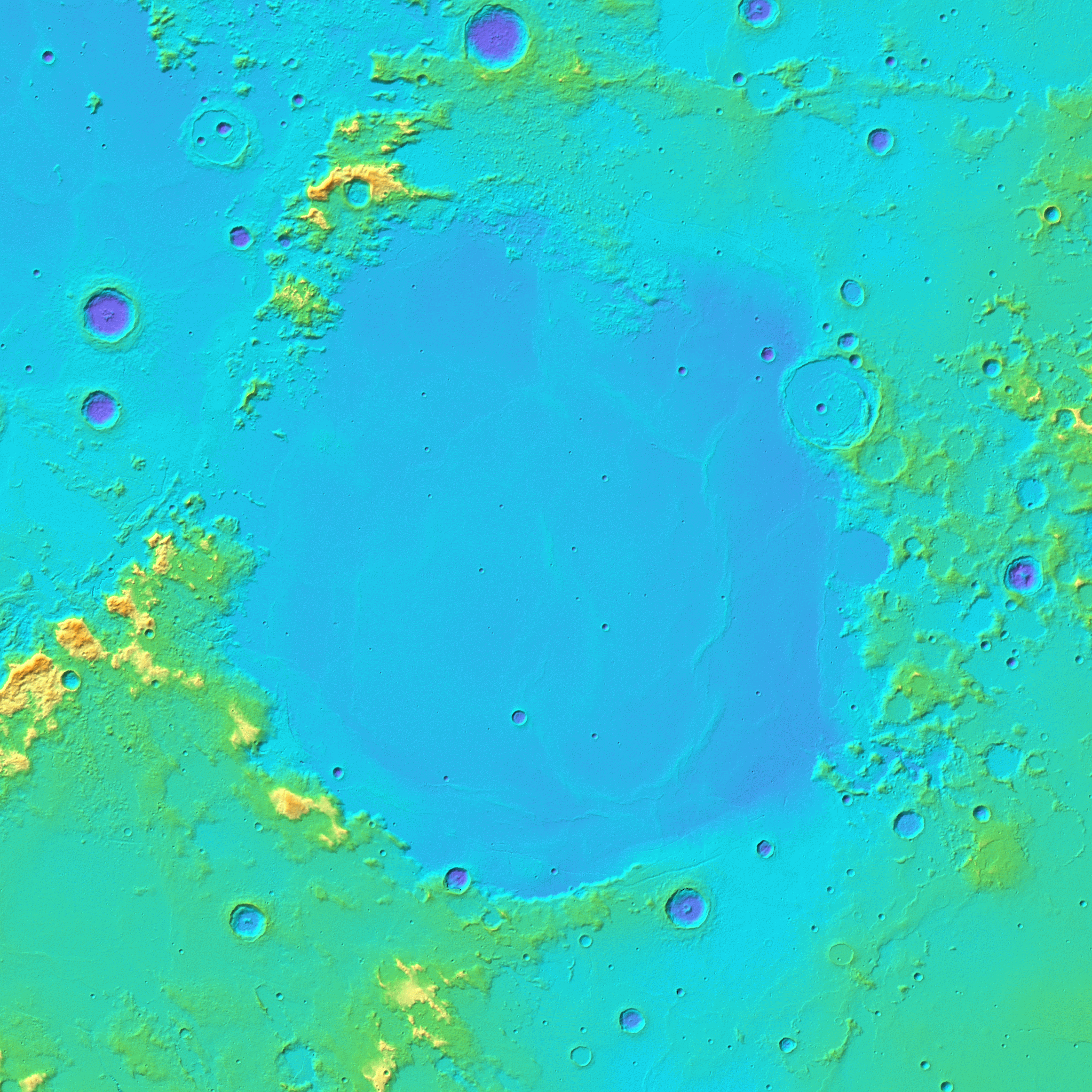
Карта висот цієї ж місцевості (жовте — височини, синє — низовини)
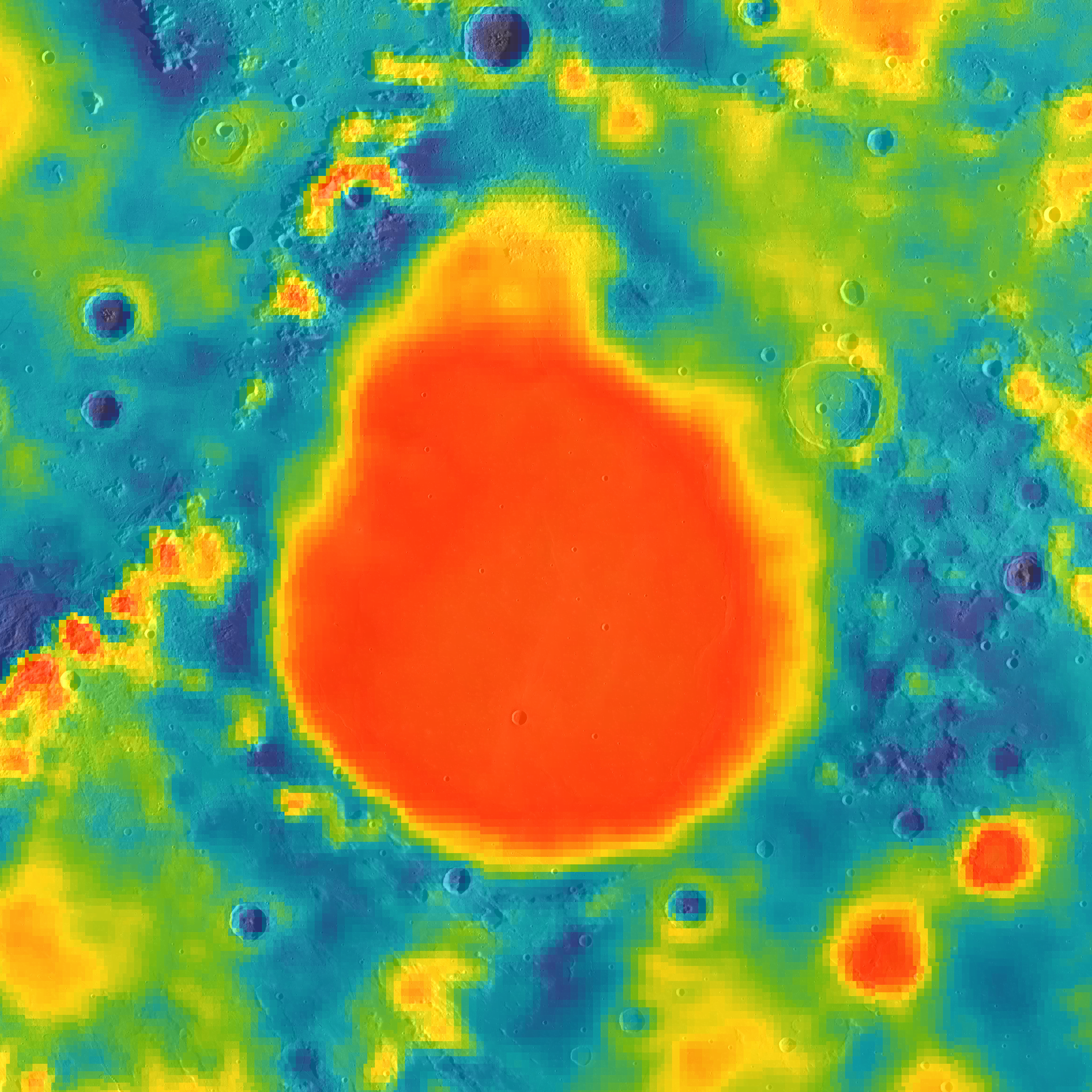
Карта гравітаційного поля цієї ж місцевості за даними GRAIL

## Деталі поверхні

### Деталі альбедо
Світла середина Моря Ясності оточена темним кільцем — так само темним, як сусіднє Море Спокою. Ширина цього кільця найбільша на півночі та сході, де сягає 100—150 км. Це залишок древнього лавового покриву моря. Середина моря стала світлішою через повторне залиття лавою — вже дещо іншого хімічного складу (біднішою на титан та залізо).
Море ділить навпіл яскравий промінь викидів із якогось кратера. Він перетинає кратер Бессель і тому відомий як промінь Бесселя (англ. Bessel ray), але йому не належить. Ймовірно, це частина величезної променевої системи кратера Тихо, розташованого за 2000 км на південний захід. За іншою версією, це промінь яскравого кратера Менелай, що лежить на березі Моря Ясності. Перетнувши море, промінь тягнеться далі на північний схід — до Моря Холоду. Його кінець віддалений від кратера Тихо на 4000 км (3/4 довжини місячного меридіана). Є в Морі Ясності й багато менших променів від кратерів.

### Кратери

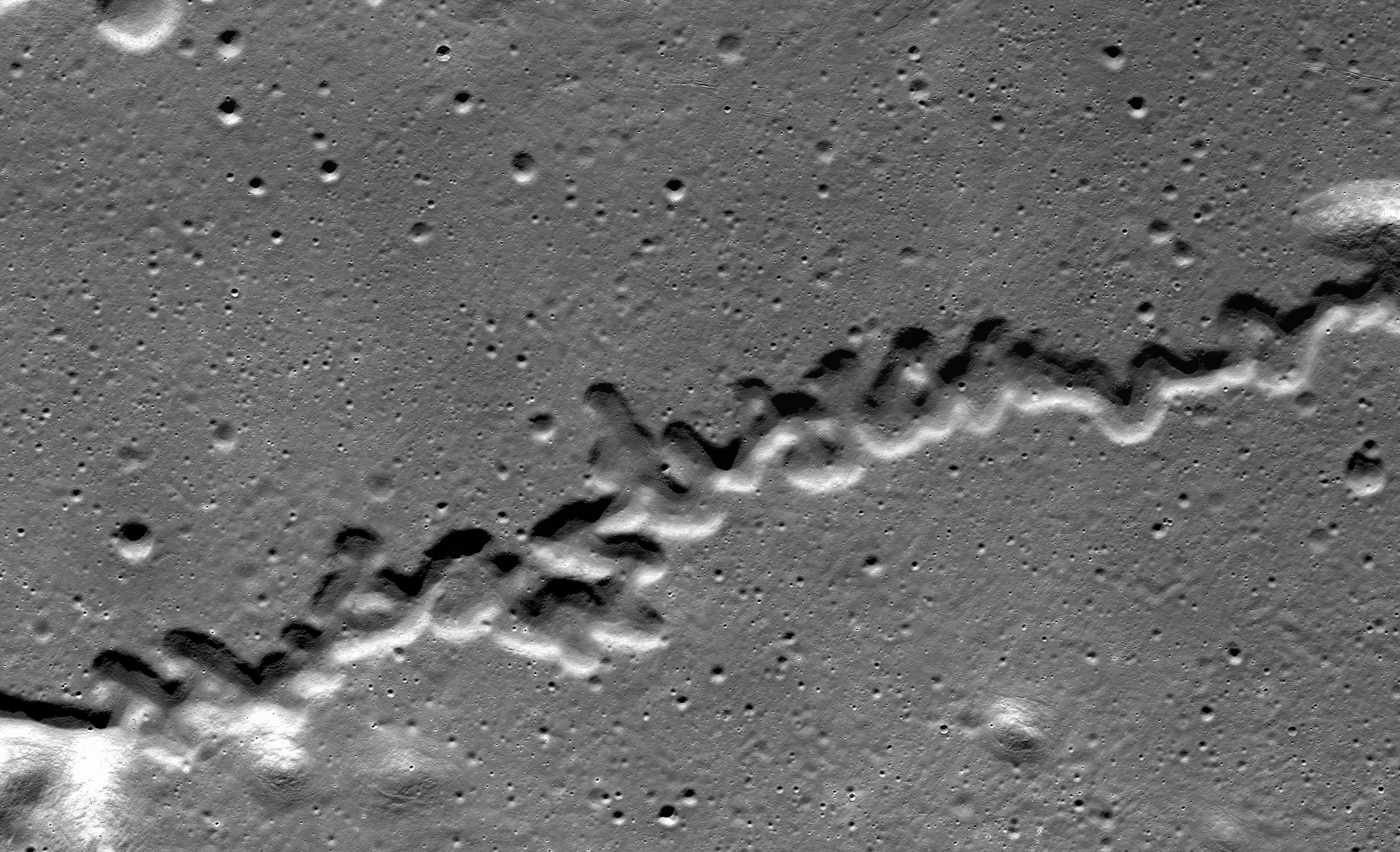
Частина звивистої борозни в кратері Посідоній. Знімок LRO (ширина — 22 км).

Всередині Моря Ясності є лише дрібні кратери. Найбільший і найпомітніший із них — Бессель — має діаметр лише 16 км. На берегах моря є кілька більших кратерів: 95-кілометровий Посідоній на північно-східному березі, 61-кілометровий Лемоньє на східному та 27-кілометровий Менелай на південно-західному.
Кратер Посідоній примітний припіднятим і розтрісканим дном. Більша частина його дна складена материковими породами й набагато світліша за море, а решта залита темною лавою, причому рівень лави там на 300 м вищий, ніж у морі. Затопленою частиною дна тягнеться звивиста борозна довжиною понад 200 км, що виходить із кратера крізь розрив валу і впадає в море. Такі борозни інтерпретують як меандровані русла потоків дуже рідкої лави.
Кратер Лемоньє залитий лавою, сполучений із морем і виглядає як його затока. Він був місцем роботи «Лунохода-2».
На заході Моря Ясності лежить маленький (2,2 км) кратер Лінней. При високому Сонці він завдяки яскравому ореолу викидів стає найпомітнішим об'єктом західної частини моря. Але його вигляд надзвичайно сильно залежить від кута освітлення і змінюється протягом місячної доби: при низькому Сонці цей кратер майже не видно. Ці зміни здавна привертали увагу астрономів, і деякий час Лінней був найбільш спостережуваним об'єктом Місяця. Дехто зі спостерігачів припускав, що якісь зміни (виверження, обвалення тощо) відбуваються з самим кратером. Знімки космічних апаратів показали, що Лінней — цілком звичайний, але дуже добре збережений і, вочевидь, дуже молодий кратер: ймовірно, йому менше 10 млн років. Його своєрідні оптичні властивості спричинені тим, що він ще не зазнав значного космічного вивітрювання. Лінней є еталонним простим морським кратером.

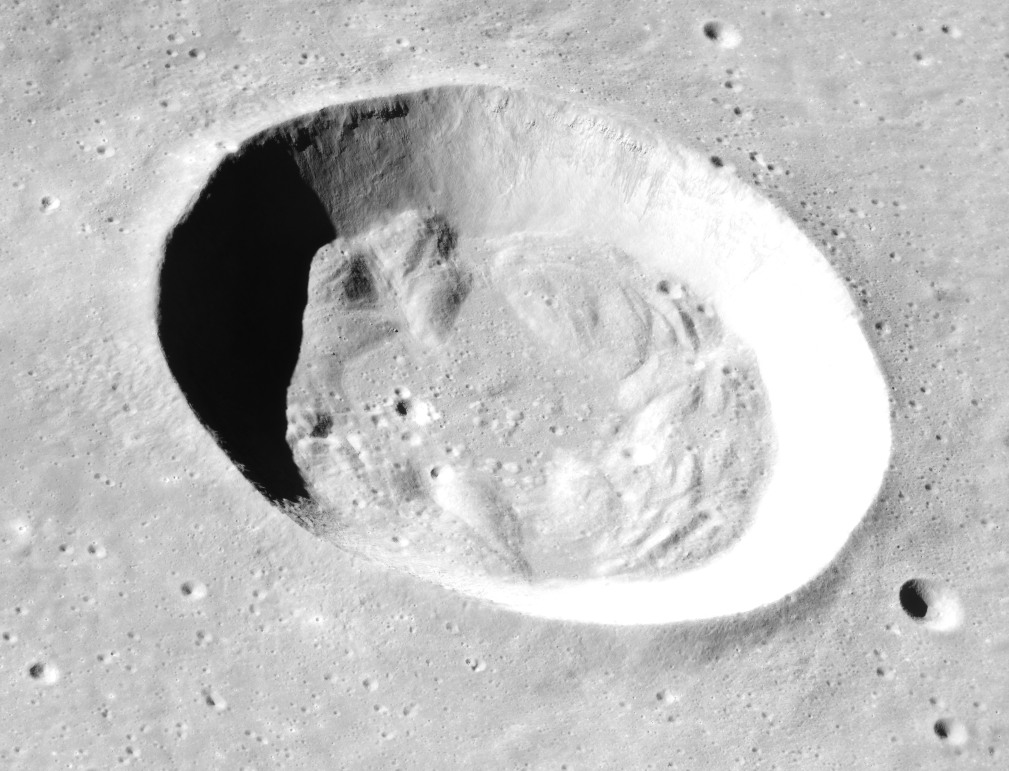
Кратер Бессель (діаметр — 16 км). Знімок «Аполлона-15».
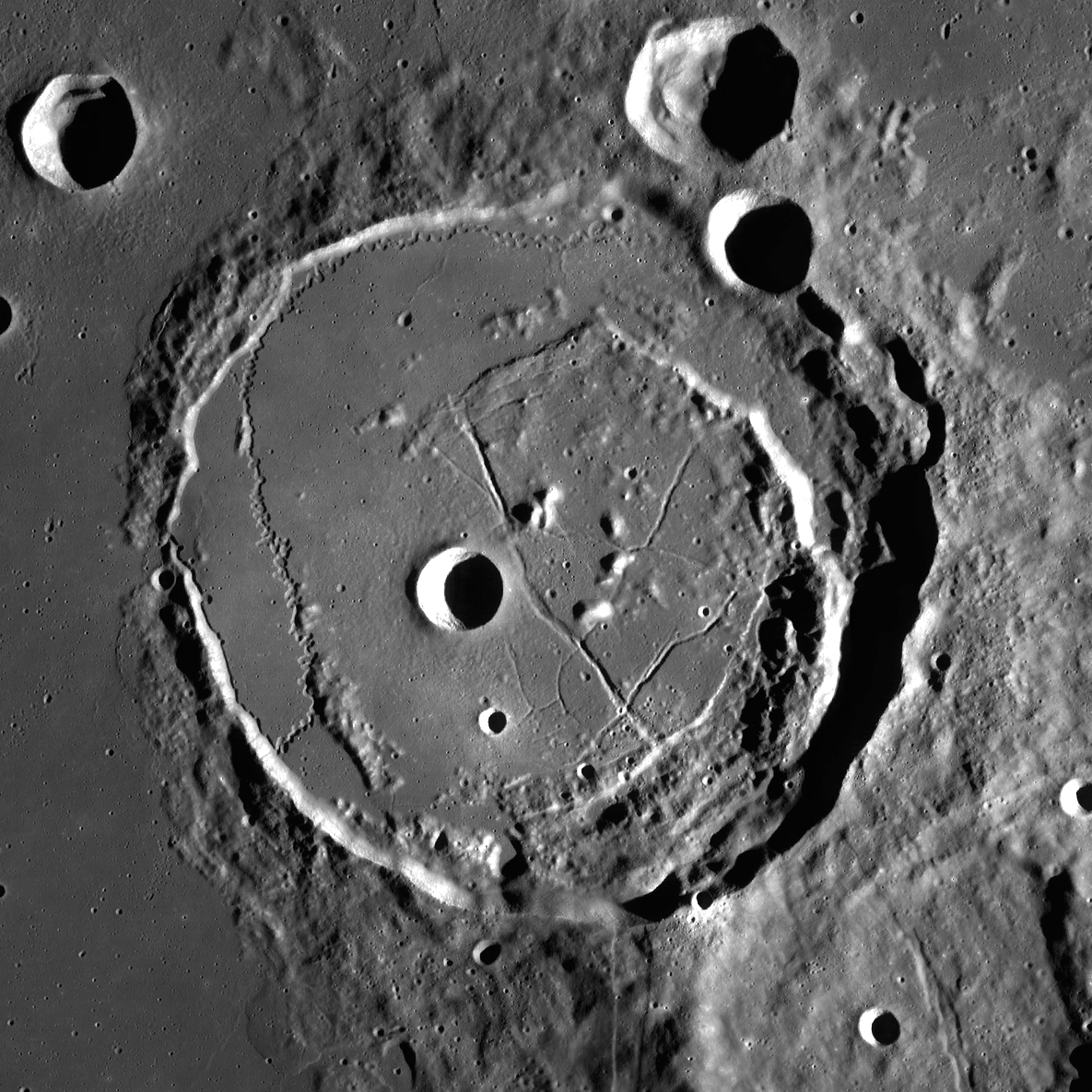
Кратер Посідоній (діаметр — 95 км). Мозаїка знімків LRO.
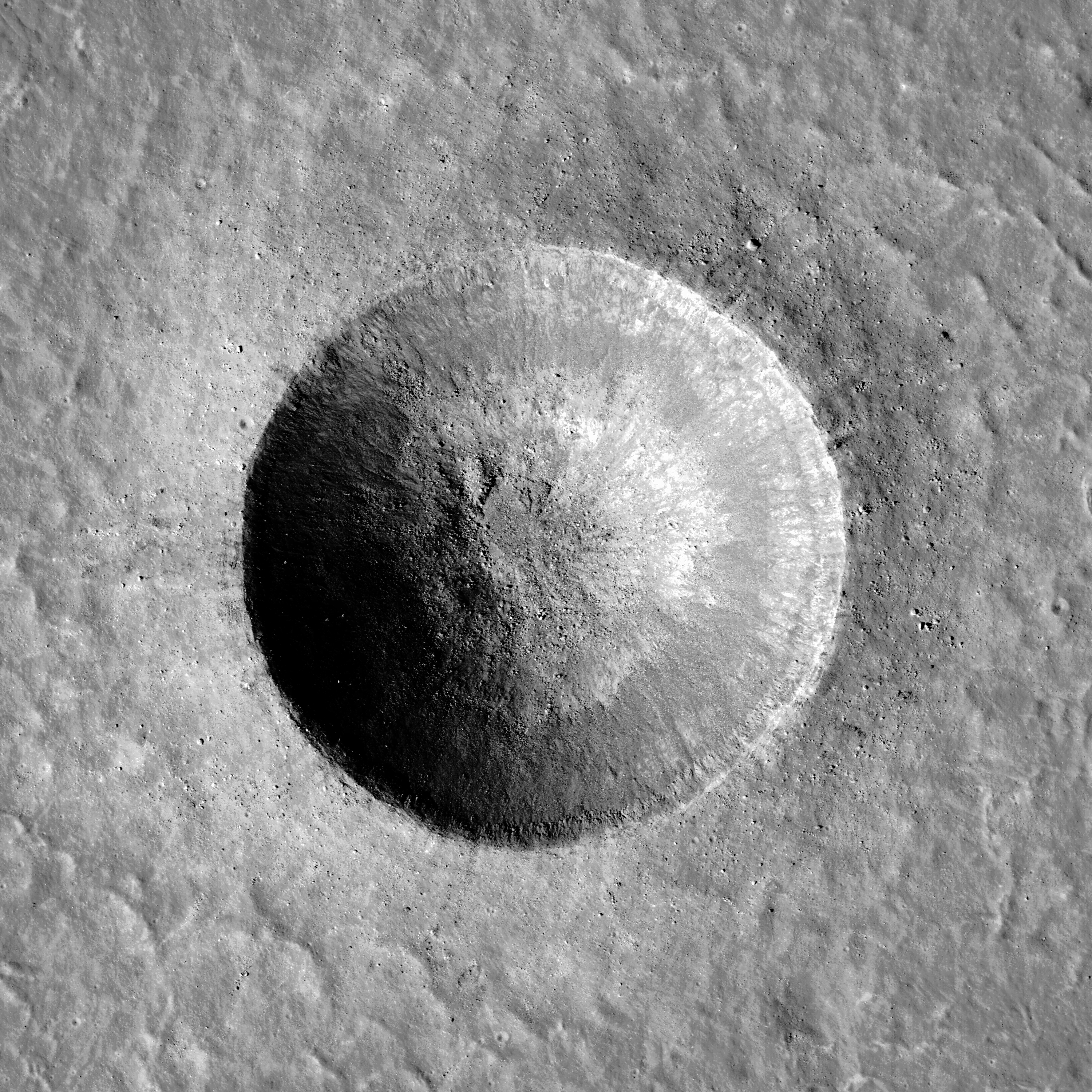
Кратер Лінней (діаметр — 2,2 км). Знімок LRO.

### Магматичні об'єкти
На заході моря, біля схилів Кавказу (30°51′ пн. ш. 10°04′ сх. д. / 30.85° пн. ш. 10.07° сх. д.), стоїть один із найбільших місячних куполів — своєрідних округлих височин вулканічного або інтрузивного (у цьому разі, найімовірніше, інтрузивного) походження. Він відомий під неофіційною назвою «купол Валентина» (англ. Valentine Dome), отриманою через серцеподібну з погляду деяких спостерігачів форму. Його ширина становить близько 40×30 км, а висота — 130 м; він охоплює кілька дрібних острівців і перетятий двома борознами. Поряд із ним (32°00′ пн. ш. 10°08′ сх. д. / 32.00° пн. ш. 10.13° сх. д.) є менший купол (шириною 12×10 км і висотою 80 м), що охоплює два острівці.
На південному сході Моря Ясності — на межі з Морем Спокою — розташований ланцюжок із 5 конічних вулканів, витягнутий уздовж невеликої прямої борозни. Найбільші з них отримали назви Осіріс та Ісіс; їх висота становить близько 90 та 70 м, а діаметр — 2,5 та 2 км відповідно. Ймовірно, вони утворилися при виверженнях із розлому. Від другого з них тягнеться невелика звивиста борозна, яку інтерпретують як русло лавового потоку.
На заході моря є своєрідна западина неправильної форми, відома як Арат CA. Її ширина становить 9,5×3 км, а найбільша глибина — 400 м. На північ від неї відходить невелика гряда. Найімовірніше, Арат CA виник через вулканічні виверження та провалювання ґрунту в підземні порожнини.
Крім уже згаданого русла лавового потоку в кратері Посідоній, у Морі Ясності виявлено ще 5 подібних русел. Вони теж розташовані біля східного берега моря, а їх довжина лежить у межах 3—46 км.

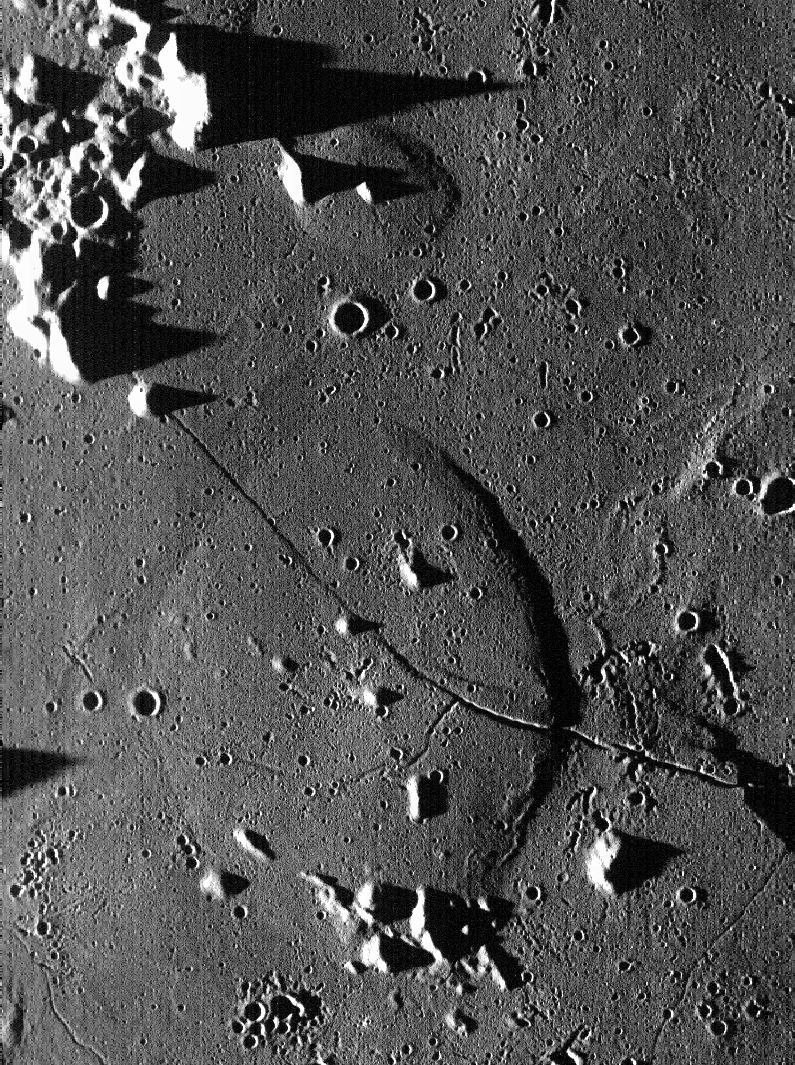
Купол Валентина та сусідній маленький купол. Знімок LRO; розмір — 55×75 км.
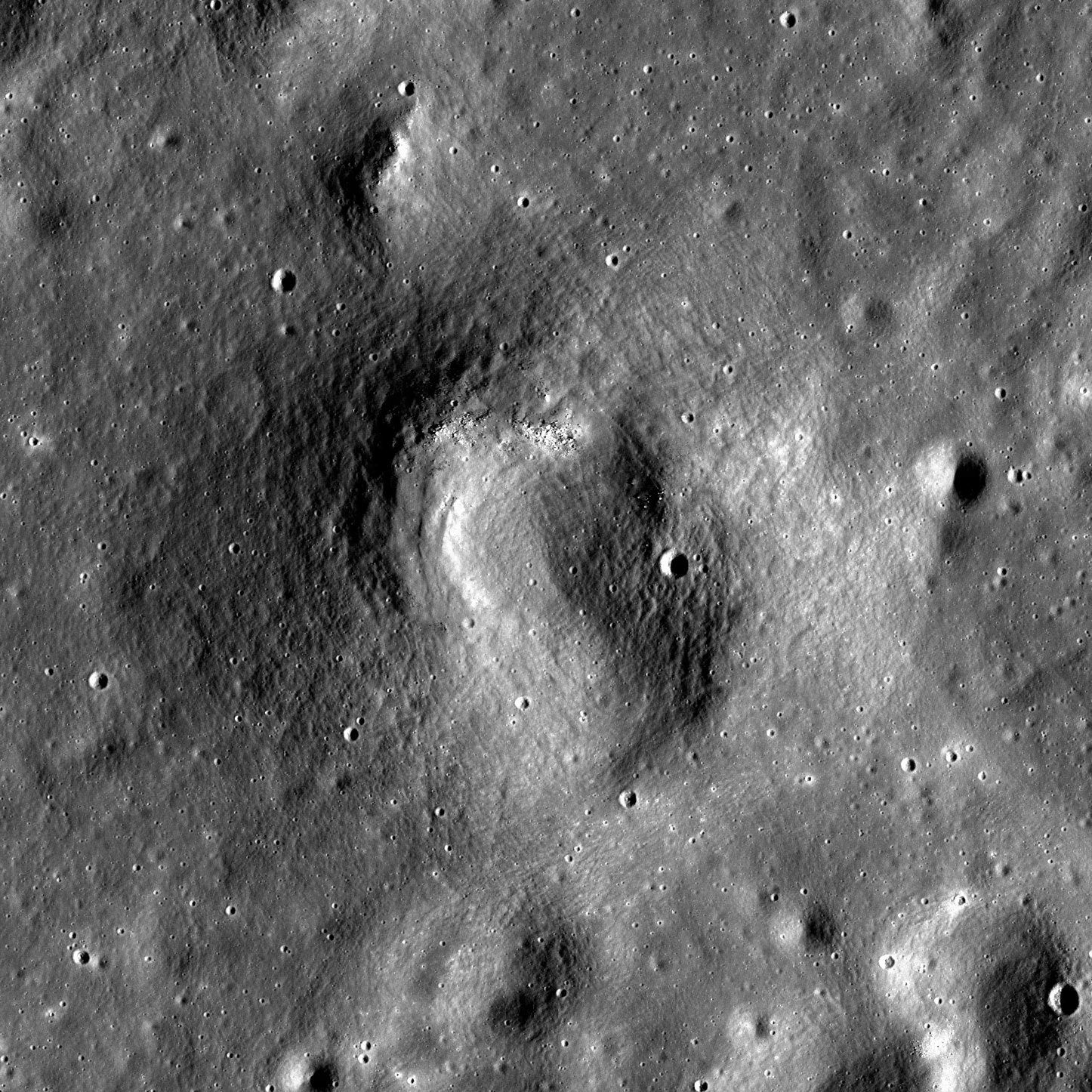
Конічний вулкан Осіріс. Знімок LRO; ширина — 2,7 км[прим. 3]
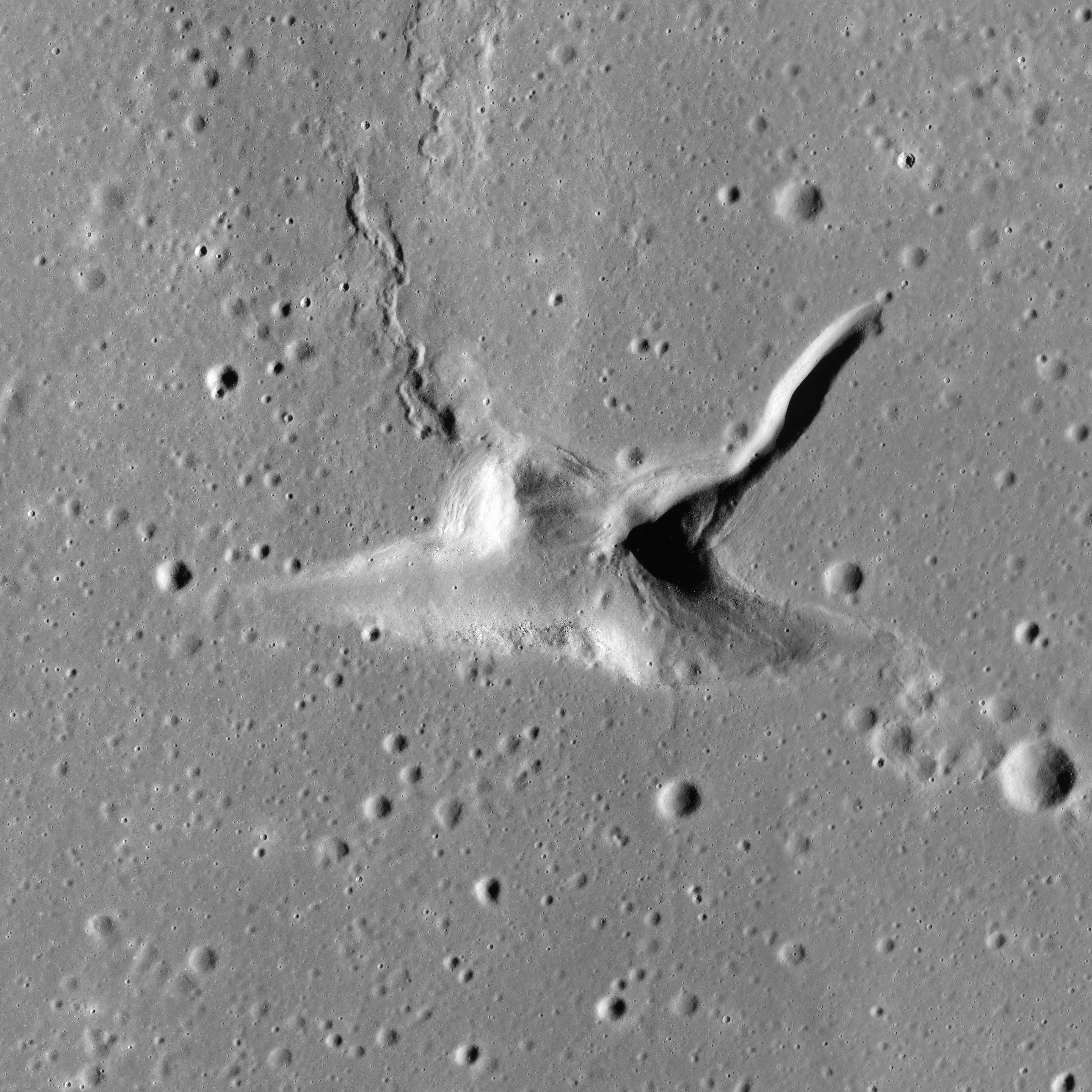
Ймовірний вулканічний кратер Арат CA. Знімок «Аполлона-15»; ширина — 15 км.

По краях моря трапляються плями темних відкладів, що їх інтерпретують як пірокластичні викиди вибухових або фонтаноподібних вивержень. Такі покриви площею в тисячі квадратних кілометрів виявлено поблизу кратерів Сульпіцій Галл і Таке на південному заході моря, а також в околицях долини Тавр — Літтров на південному сході. Менший за площею покрив оточує частину борозни Каліппа на північному заході моря.
Пірокластичні породи в долині Тавр — Літтров були досліджені «Аполлоном-17». Виявилося, що це вулканічне скло, подрібнене на краплі розміром від <1 мкм до близько 1 мм; подекуди ґрунт складається з нього цілком. Початковий колір скла — помаранчевий, але багато часток розкристалізовані й у зв'язку з цим стали чорними.
Місце виверження скла околиць долини Тавр — Літтров точно не відоме; можливо, це якась із сусідніх борозен, а можливо, це місце нині сховане під морською лавою. Джерелом подібних викидів біля Сульпіція Галла може бути розташований там ниркоподібний кратер розміром 5,5 км, а викидів біля кратера Таке — грабени, відомі як борозни Менелая (Rimae Menelaus).

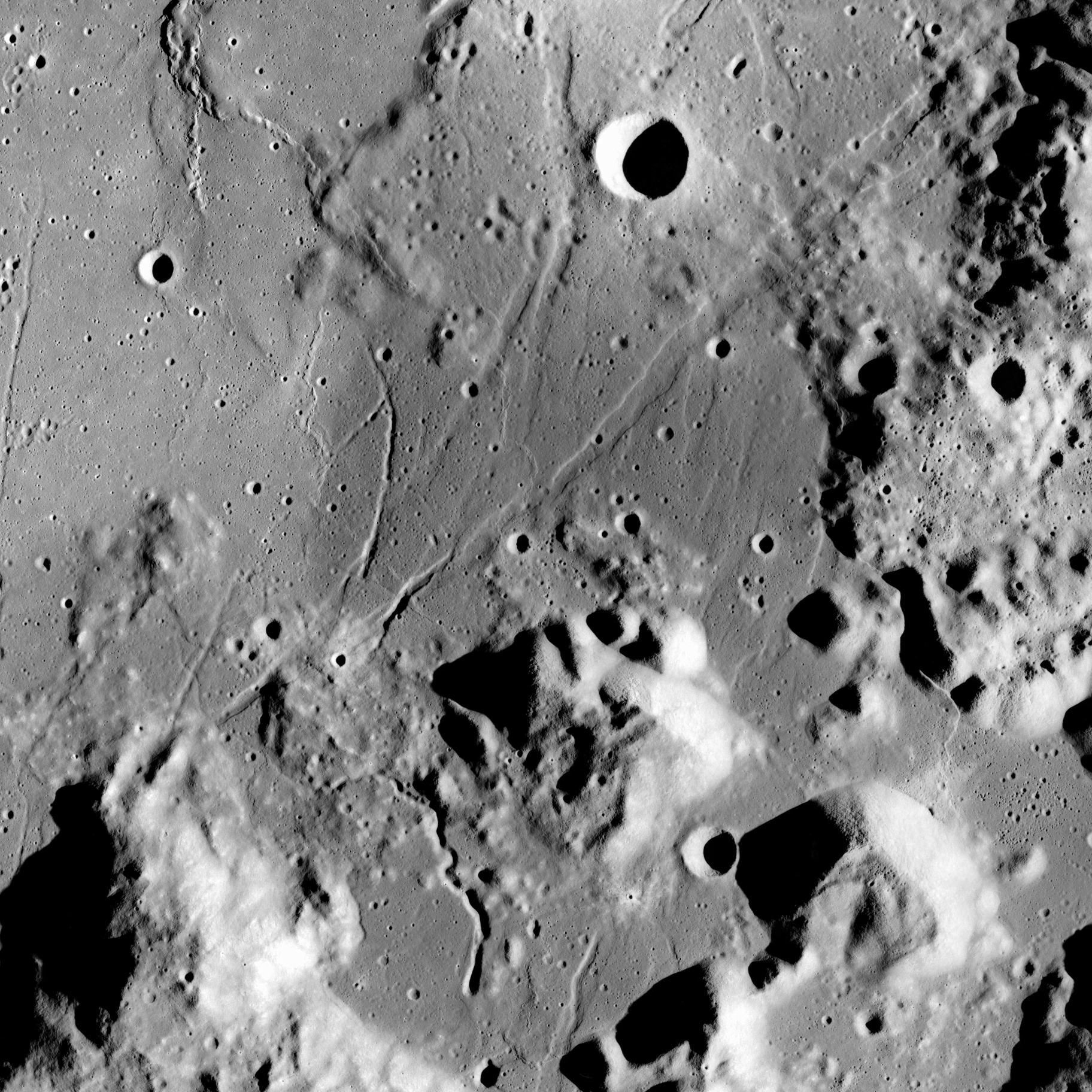
Область, вкрита темними пірокластичними викидами, на південно-східному краї моря. Світліша область ліворуч угорі вкрита морською лавою. Знімок «Аполлона-17» (ширина — 80 км).
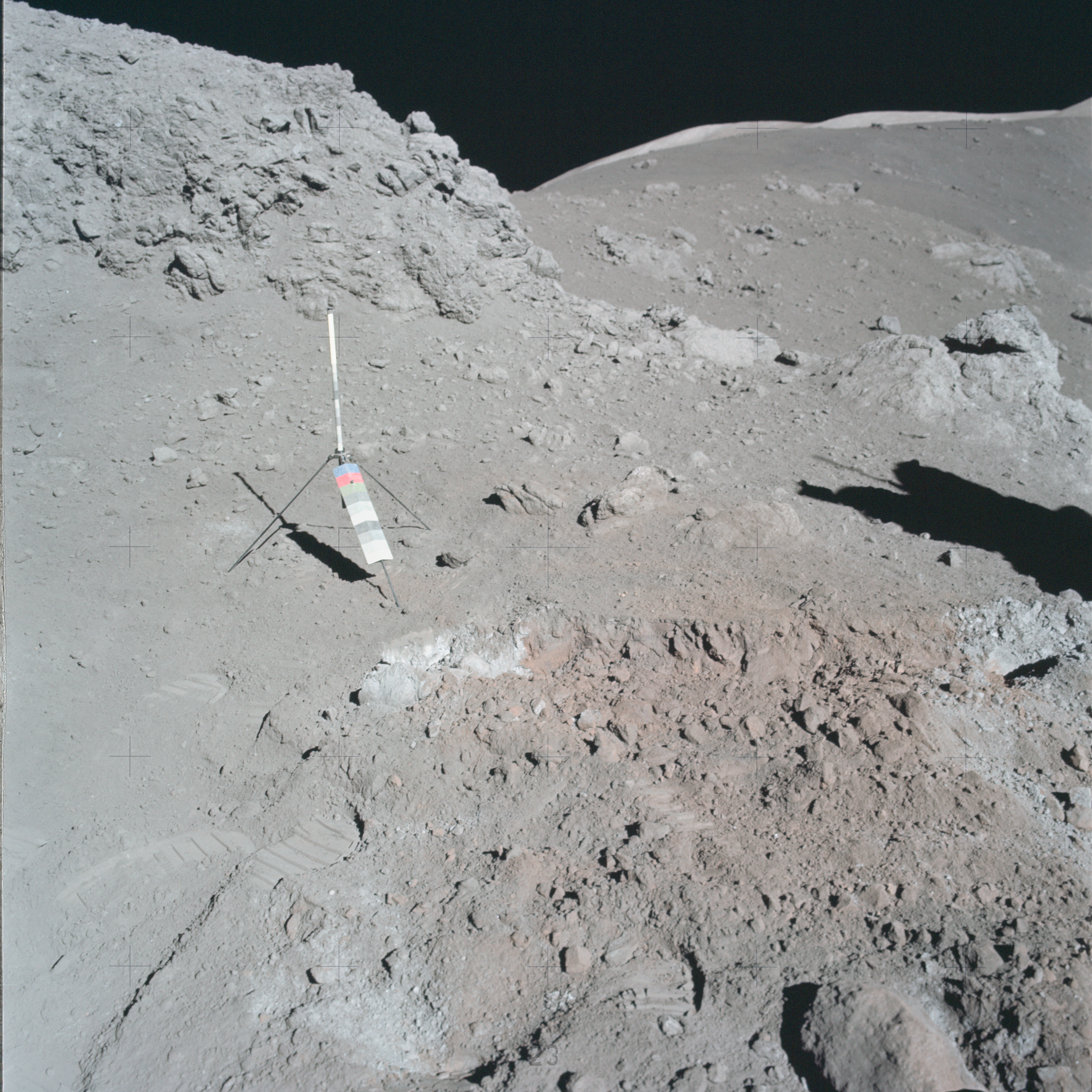
Пірокластичні викиди зблизька: помаранчевий ґрунт із мікроскопічних крапель вулканічного скла[74]. Знімок «Аполлона-17».
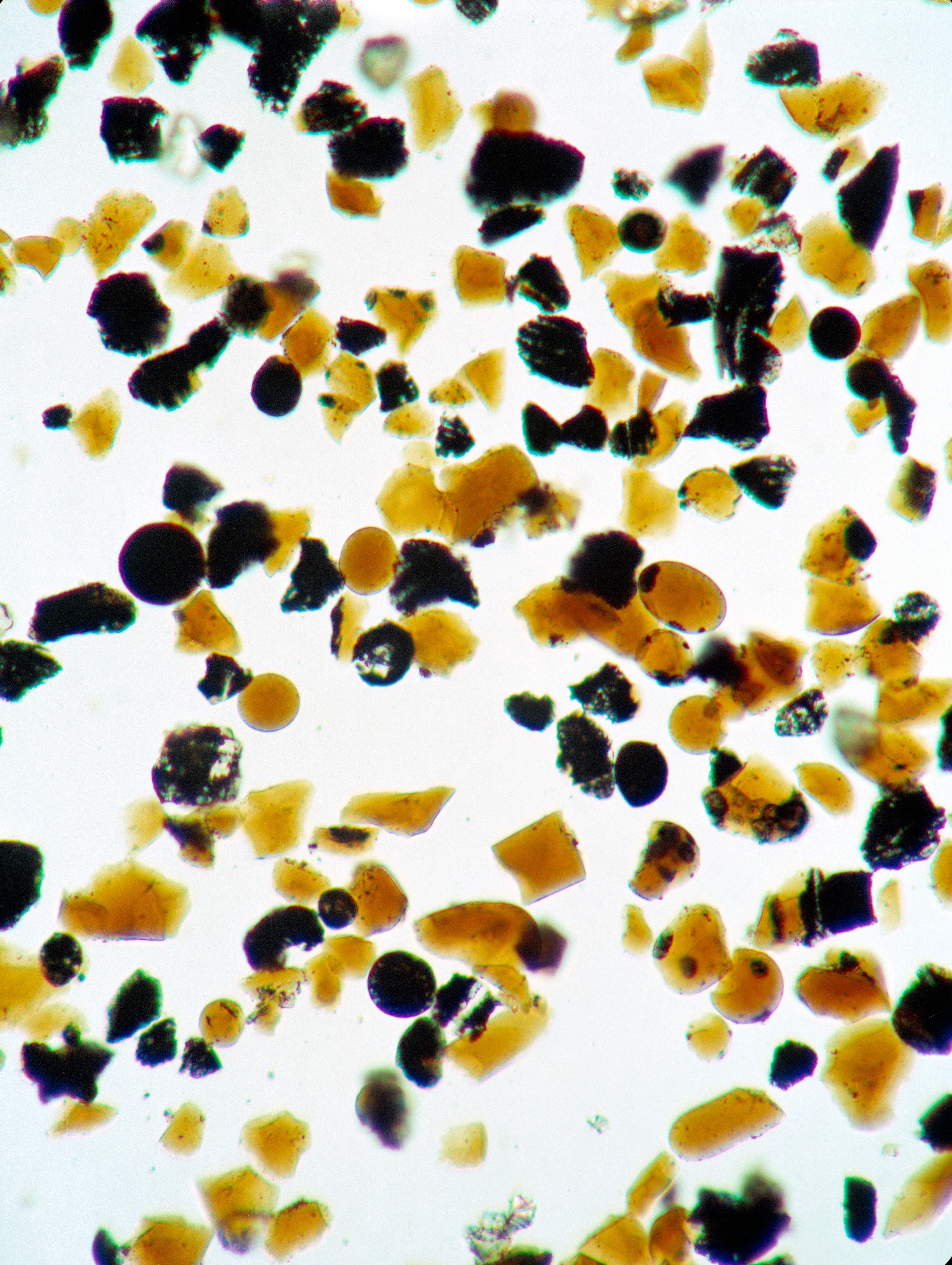
Скляні краплі та їх уламки зі зборів «Аполлона-17». Розмір часток — 20-45 мкм[прим. 5].

### Тектонічні об'єкти

#### Гряди
Подібно до інших великих круглих морів, Море Ясності має кільце гряд — «зморшок» лавового покриву. У цьому морі воно проходить на відстані 100-200 км від берегів. Ці та інші тектонічні об'єкти моря є результатом просідання лави під дією власної ваги, при якому поверхня центральної частини моря стискалася з утворенням гряд, а крайової — розтягувалася з утворенням грабенів. Дані радарного зондування вказують на те, що кільце гряд пролягло над внутрішнім кільцевим валом басейну Моря Ясності. Над різними нерівностями дна утворилися й деякі інші гряди. Загальна довжина гряд Моря Ясності, виявлених на знімках зонда LRO в ході дослідження 2015 року, становить близько 2700 км, або 11 % загальної довжини виявлених гряд Місяця.
Східна частина кільця гряд Моря Ясності є найвидовищнішим ланцюжком гряд усього Місяця; вона відома під неофіційною назвою «Зміїний хребет» (англ. Serpentine Ridge). Його довжина перевищує 400 км, а висота сягає 300-350 м. На півночі хребет роздвоюється. «Вузол» у місці розгалуження примітний яскравим 2-кілометровим кратером Посідоній Y, подібним до Ліннея, і відомий під неофіційною нині назвою Посідоній γ.
В номенклатурі Міжнародного астрономічного союзу Зміїний хребет не фігурує як одне ціле: північна частина є безіменною, середню названо грядами Смирнова (лат. Dorsa Smirnov), а південну включено до складу гряд Лістера (Dorsa Lister). Південно-західна частина кільця відома як гряда Бакленда (Dorsum Buckland), а західна — як гряда фон Котти (Dorsum von Cotta).
Ще одна велика система гряд проходить уздовж діаметра моря з півночі на південь. Одна з її частин (біля центру моря) називається грядою Азари (Dorsum Azara), інша (на півдні) входить до складу гряд Лістера, а решта залишились безіменними. Є в морі й низка менших гряд.
Біля східного берега в морі тягнуться гряди Альдрованді (Dorsa Aldrovandi), примітні тим, що з їх зверненого до центра моря боку морська поверхня нижча, ніж із протилежного, на величину до 300 м.
Одна маленька безіменна гряда на заході моря виходить на берег, де продовжується уступом. Цей об'єкт надзвичайно молодий — за результатами підрахунку кратерів, тектонічні рухи там закінчилися близько 50 млн років тому. Перехід в уступ спостерігається й у маленької гряди в долині Тавр — Літтров, а також у гряд Альдрованді.

#### Грабени
У крайовій зоні Моря Ясності паралельно берегам тягнеться чимало грабенів. На північному сході моря (біля Озера Сновидінь) проходять борозни Даніеля (лат. Rimae Daniell), на південному сході — борозни Літтрова (Rimae Littrow), на півдні (на межі з Морем Спокою) — борозни Плінія (Rimae Plinius) та кілька менших, на південному заході — борозни Менелая (Rimae Menelaus) та борозни Сульпіція Галла (Rimae Sulpicius Gallus). На північно-західному кінці моря лежить борозна Каліппа (Rima Calippus). У деяких грабенах моря, зокрема в борознах Менелая, борозні Каліппа та борозні Рейко, відбувалися вулканічні виверження.

## Геологічна історія
Вік басейну Моря Ясності залишається неясним, хоча його визначенню було присвячено багато робіт. Радіоізотопне датування низки зразків, доставлених «Аполлоном-17» і інтерпретованих як ударний розплав цього басейну, показало вік 3,87 ± 0,04 млрд років або, за іншим оглядом, 3,94 ± 0,03 млрд років, але згадану інтерпретацію піддавали сумніву. За одними роботами, цей вік узгоджується з характером перекриття басейну з іншими деталями рельєфу та кількістю накладених на нього кратерів і він належить до нектарського періоду; інші дослідження названих ознак вказують на донектарський вік басейну. У будь-якому разі басейн Моря Ясності старший за сусідній басейн Моря Дощів і молодший за басейн Моря Спокою. Старший він чи молодший за басейн Моря Криз, невідомо.
Форма Моря Ясності та його маскона вказує на існування під північною частиною моря ще одного, меншого, басейну. Судячи з його дуже поганої збереженості, він, ймовірно, старший за більший. Згодом їх значно пошкодив та вкрив викидами астероїдний удар, що створив басейн Моря Дощів. За приблизною оцінкою, шар викидів цього удару на ближньому боці басейну Моря Ясності може сягати товщини 600 м, а на дальньому — 100 м.
Вік лавового покриву різних ділянок моря, за даними підрахунку кратерів, лежить у межах 2,4—3,8 млрд років. Таким чином, вулканічна активність там тривала надзвичайно довго — не менш ніж 1,4 млрд років — хоча (як і в інших морях) більша частина об'єму лави виверглася в перші 0,2 млрд років. На поверхні Моря Ясності вдалося розрізнити близько 30 окремих лавових потоків; серед них найбільше таких, що утворилися 3,4—3,5 млрд років тому. Найстарші з них лежать по краях моря й вирізняються темним кольором. Для ділянки, де сів «Аполлон-17», оцінка віку за підрахунком кратерів становить 3,70 ± 0,04 млрд років, що добре збігається з радіоізотопними даними. Лавовий покрив кратера Лемоньє, де працював «Луноход-2», має вік 2,44 ± 0,17 млрд років і є наймолодшим у Морі Ясності. Пірокластичні породи (подрібнене вулканічне скло), доставлені «Аполлоном-17», виверглися близько 3,48 млрд років тому.
Ще до припинення вивержень лава почала просідати під дією власної ваги, що спричинило по краях моря розтягнення поверхні й появу грабенів, а ближче до центра — її стиснення й появу гряд. При подальших виверженнях частину грабенів затопило. Припинення утворення грабенів датують часом близько 3,6 млрд років тому, а основних гряд — 3,0 млрд років тому. Втім, дрібні гряди продовжували утворюватися навіть 50 млн років тому.

## Посадки космічних апаратів

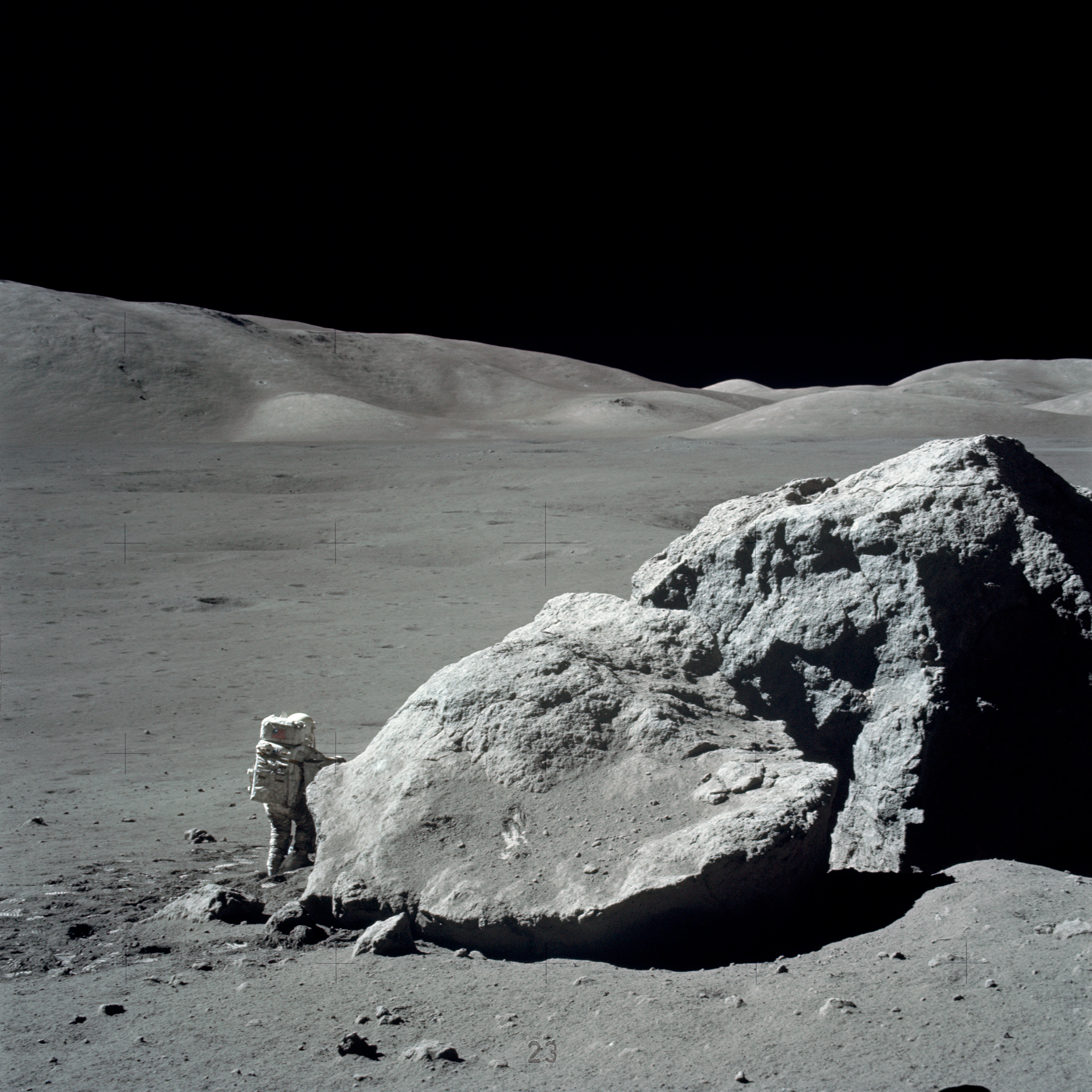
Гаррісон Шмітт у долині Тавр — Літтров

- 11 грудня 1972 року в долині Тавр — Літтров[en], що відходить від південно-східного краю Моря Ясності (20°11′27″ пн. ш. 30°46′18″ сх. д. / 20.1908° пн. ш. 30.7717° сх. д.), здійснив посадку місячний модуль «Аполлона-17» з двома астронавтами, що стало шостою й останньою на сьогодні висадкою людей на Місяць. За допомогою місячного автомобіля астронавти дослідили околиці, проїхавши 30 км, і доставили на Землю 110,5 кг зразків каменю та ґрунту[99][100].
- 15 грудня 1973 року на східному краї Моря Ясності (кратер Лемоньє, 25°59′58″ пн. ш. 30°24′28″ сх. д. / 25.9994° пн. ш. 30.4077° сх. д.) здійснила посадку автоматична станція «Луна-21»[ru], що доправила туди «Луноход-2»[ru]. Він пропрацював близько 4 місяців, проїхавши 37 км, і нині перебуває на 25°49′56″ пн. ш. 30°55′20″ сх. д. / 25.8323° пн. ш. 30.9221° сх. д.[101].
- 11 квітня 2019 року на півночі Моря Ясності розбився космічний апарат «Берешит»[102].

## У культурі
У романі-казці М. М. Носова «Незнайко на Місяці» на берег моря Ясності здійснюють посадку Незнайко з Пончиком.

## Карти
Карти Моря Ясності та найближчих околиць, видані в 1963—1967 роках (Aeronautical Chart Information Center, United States Air Force):

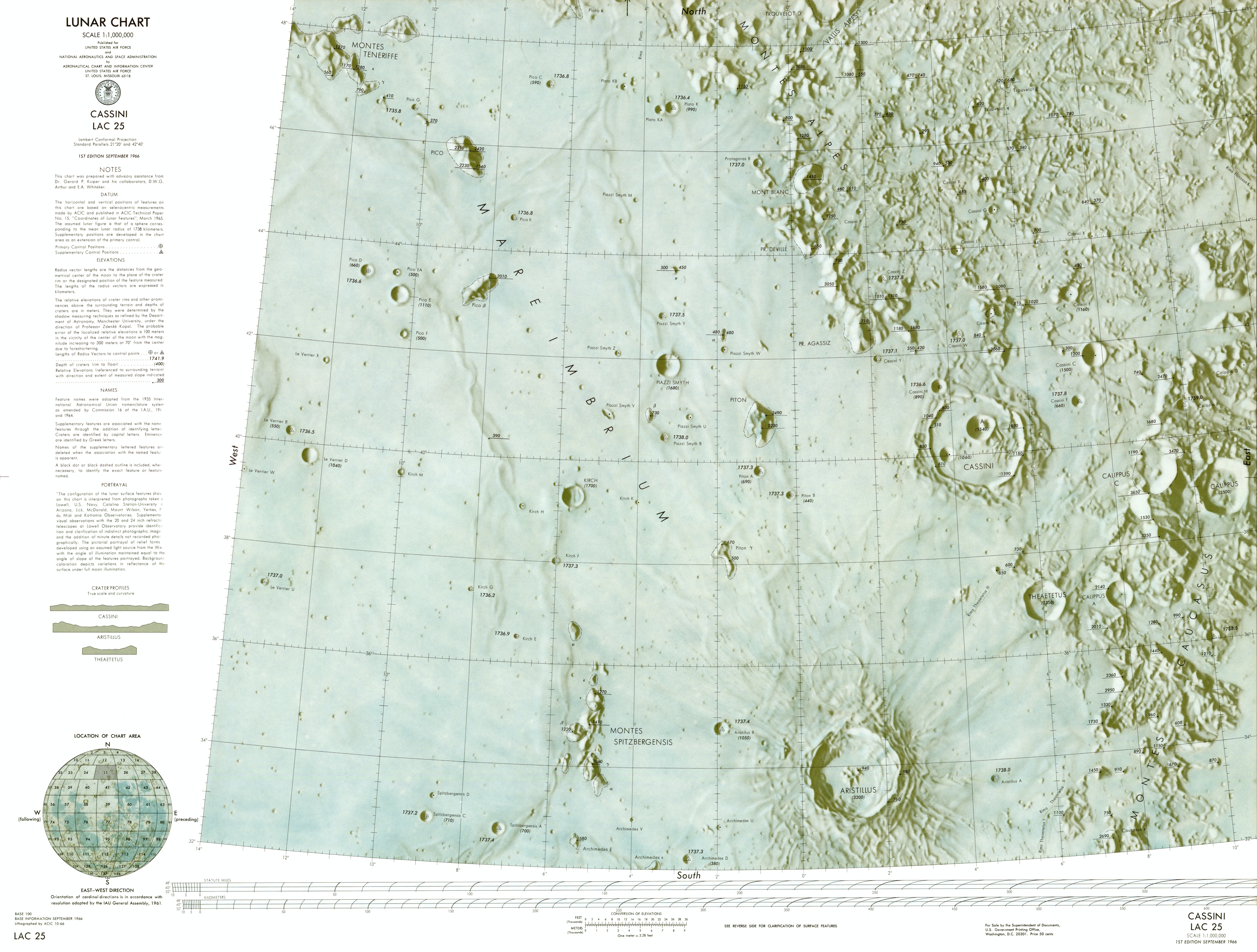
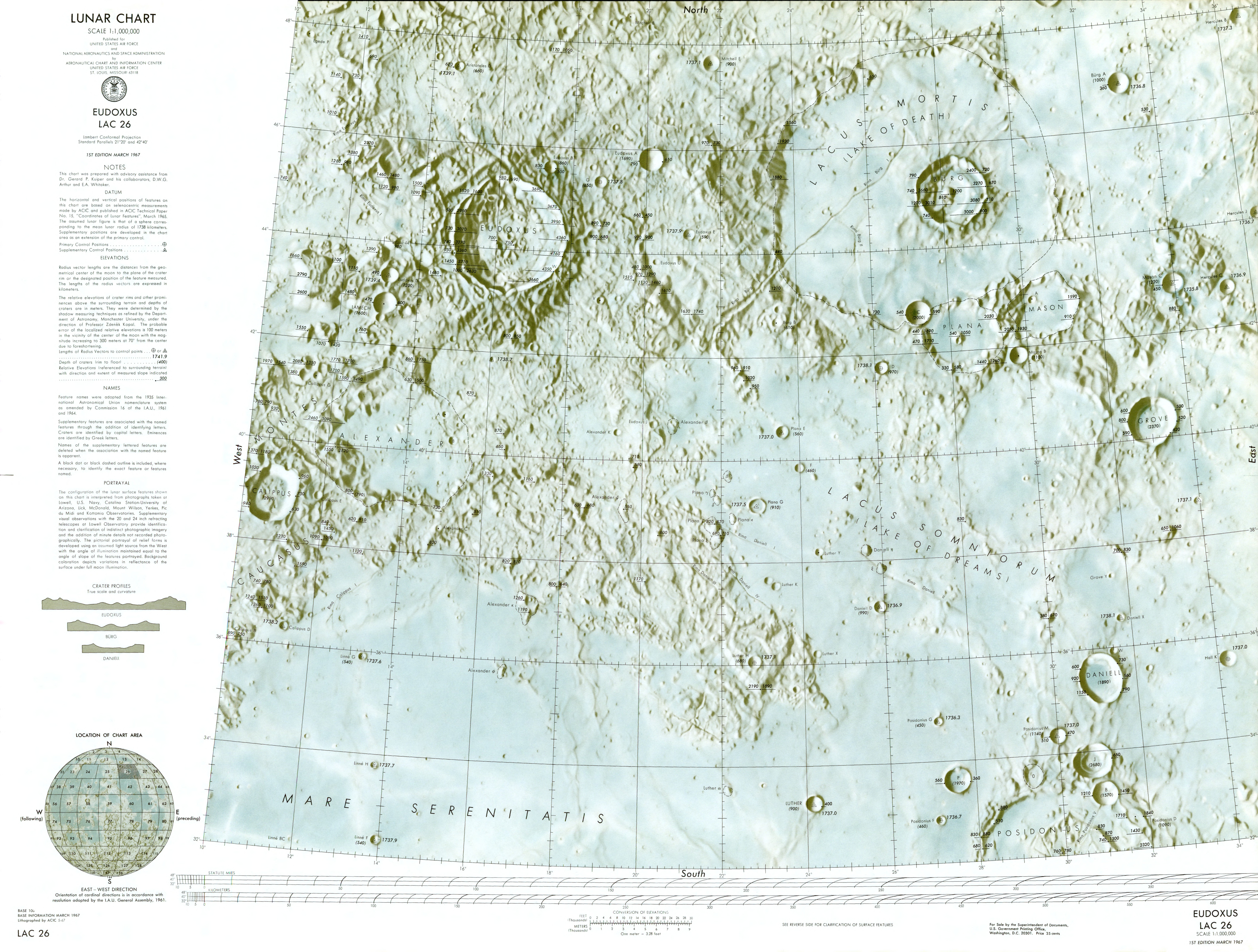

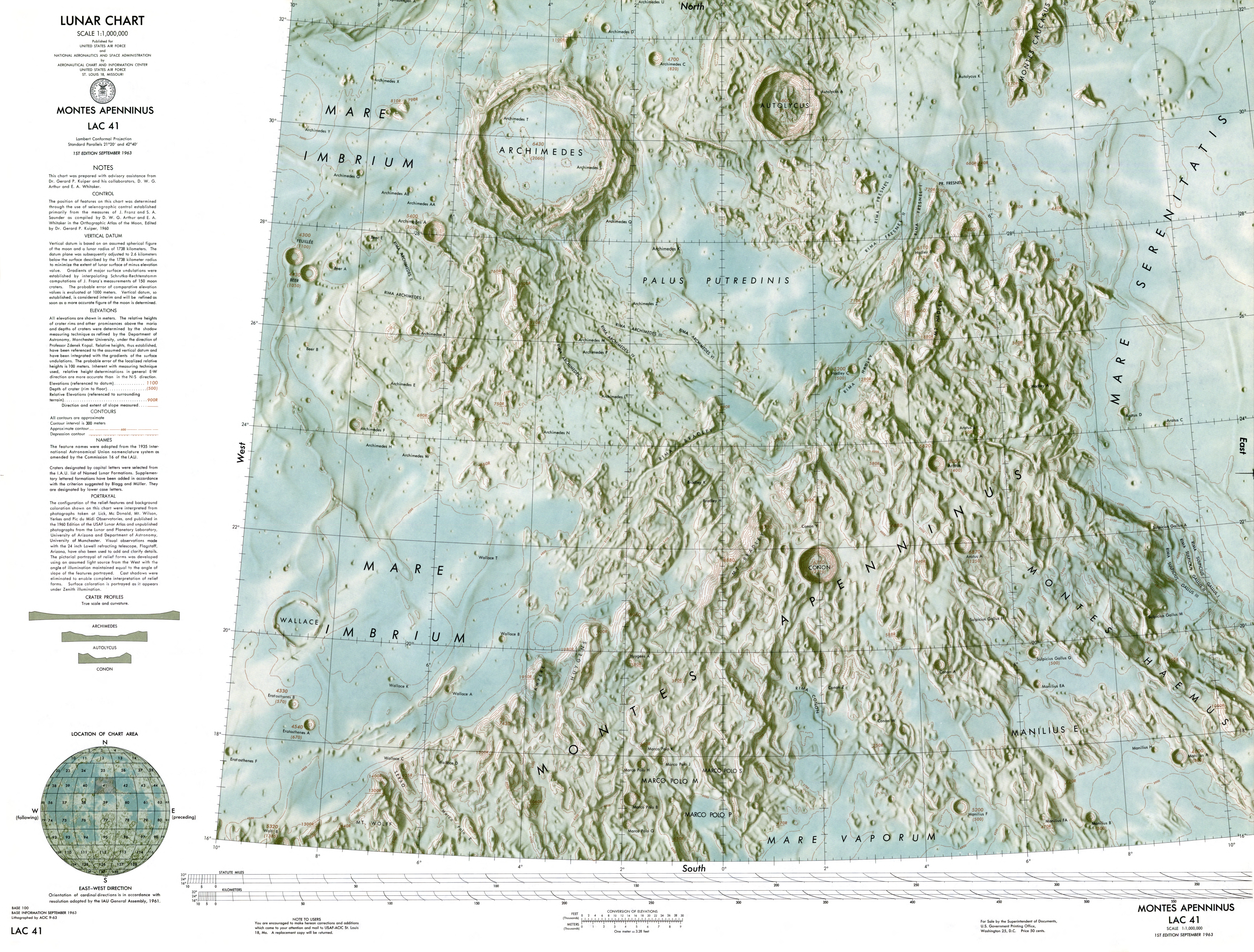
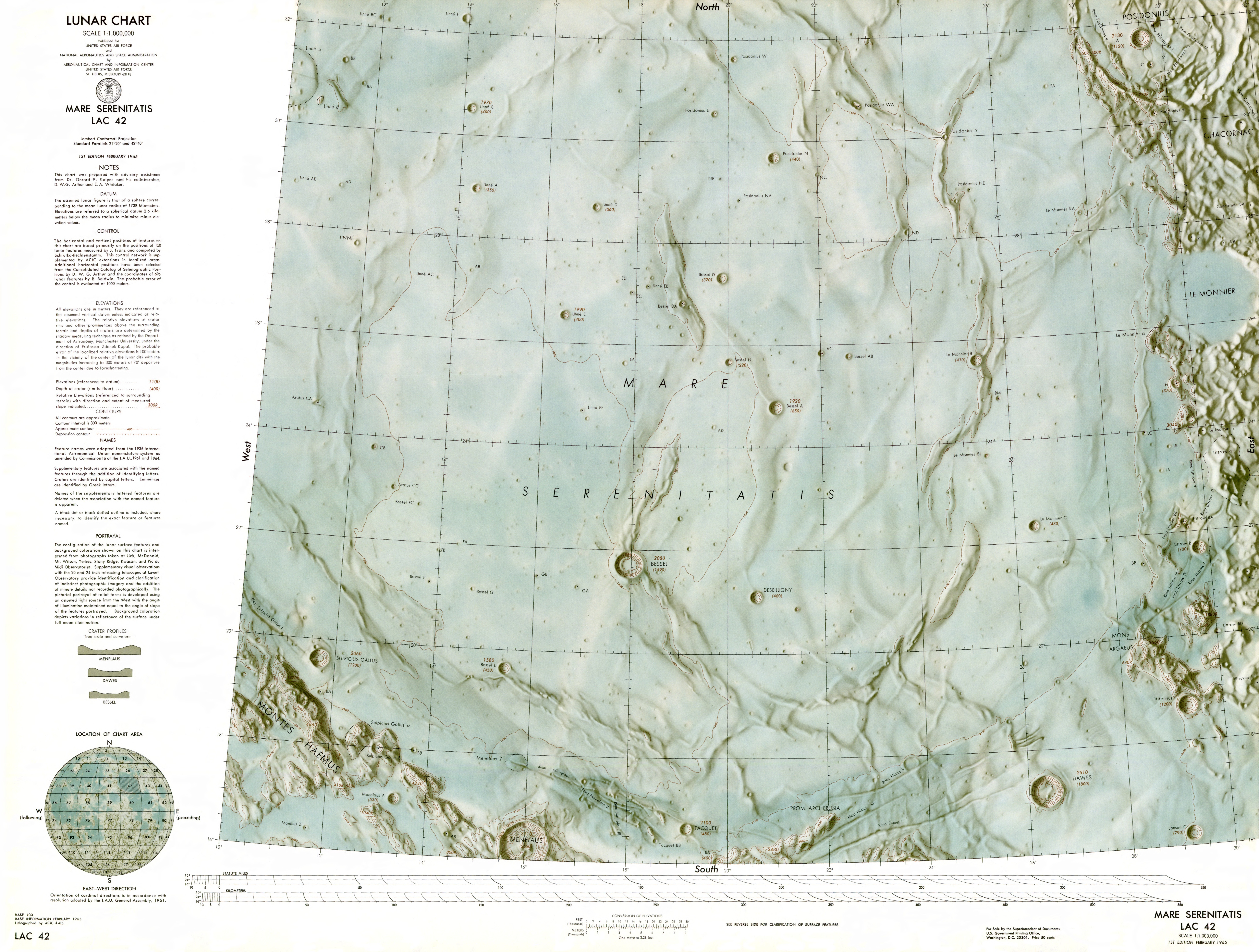